# Lechosław Kazimierz Stefan
Lechosław Kazimierz Stefan (również jako Lech Stefan) (ur. 7 października 1944 w Cieszęcinie) – polski matematyk, działacz społeczny, działacz opozycji w okresie PRL.

## Życiorys
Jest absolwentem Wydziału Matematyki Uniwersytetu Wrocławskiego (1968). W latach 1980–1989 działał w Niezależnym Samorządnym Związku Zawodowym „Solidarność́” oraz wspierał represjonowanych działaczy opozycji Arcybiskupiego Komitetu Charytatywnego we Wrocławiu.
Członek Kapituły Odznaczenia Niezłomnych „za poniesione wyrzeczenia, ofiarność, bezinteresowność, obronę godności człowieka i wierność ideałom „Solidarności” podczas działalności w podziemnych strukturach w latach 1981–1989 oraz za bohaterską walkę o suwerenną i niepodległą Polskę” – odznaczenie związkowe ustanowione uchwałą Zarządu Regionu Dolny Śląsk NSZZ „Solidarność”.
Jest prezesem działającego od 1977 roku Klubu „Spotkanie i Dialog”.

## Odznaczenia i wyróżnienia
- 2009 – za wybitne zasługi dla niepodległości Rzeczypospolitej Polskiej, za działalność na rzecz przemian demokratycznych w kraju, za osiągnięcia w pracy zawodowej i społecznej, odznaczony przez prezydenta Lecha Kaczyńskiego Krzyżem Kawalerskim Orderu Odrodzenia Polski[4],
- 2021 – Krzyż Wolności i Solidarności[5].